# Омикрон (слово)
Омикрон, грчки Όμικρον (велико слово Ο, мало слово ο) је петнаесто слово грчког алфабета. У систему грчких цифара има вредност 70. Изведено је од феничанског Аин . Слова која су настала су латиничко O и ћириличко О, као и цифра 0 (нула).

## Порекло имена
Омикрон је слово слично омеги. У ствари, омикрон значи мало о.